# Плавання на Чемпіонаті світу з водних видів спорту 2017 — естафета 4x100 метрів вільним стилем (жінки)
Змагання з плавання в естафеті 4x100 метрів вільним стилем серед жінок на Чемпіонаті світу з водних видів спорту 2017 відбулись 23 липня.

## Рекорди
Станом на 23 липня 2017 світовий рекорд і рекорд чемпіонатів світу були такими:
| Світовий рекорд          | Австралія | 3:30.65 | Ріо-де-Жанейро, Бразилія | 6 серпня 2016 |
| Рекорд чемпіонатів світу | Австралія | 3:31.48 | Казань, Росія            | 2 серпня 2015 |

## Результати

### Попередні запливи
Початок запливів об 11:39.
| Місце | Заплив | Доріжка | Країна     | Плавці                                                                                                 | Час     | Примітки |
| ----- | ------ | ------- | ---------- | --- | ------- | -------- |
| 1     | 1      | 4       | США        | Ліа Ніл (53.94) Келсі Воррелл (53.27) Олівія Смоліга (53.67) Меллорі Комерфорд (52.47)                 | 3:33.35 | Q        |
| 2     | 1      | 5       | Нідерланди | Мод ван дер Мер (54.72) Фемке Гемскерк (52.72) Кім Буш (54.79) Раномі Кромовідьойо (52.03)             | 3:34.26 | Q        |
| 3     | 2      | 4       | Австралія  | Емілі Сібом (54.32) Медісон Вілсон (53.94) Бріттані Елмслі (53.61) Шейна Джек (53.31)                  | 3:35.18 | Q        |
| 4     | 1      | 1       | Швеція     | Мішель Колеман (53.21) Сара Шестрем (52.19) Наталі Ліндборг (55.90) Луїза Ханссон (54.20)              | 3:35.50 | Q        |
| 5     | 2      | 5       | Канада     | Сандрін Менвіль (53.87) Мішель Торо (54.50) Ребекка Сміт (53.93) Кайла Санчес (53.54)                  | 3:35.84 | Q        |
| 6     | 2      | 6       | Китай      | Чжу Менхуей (54.06) Ай Яньхань (54.71) У Юе (54.46) Чжан Юйфей (53.79)                                 | 3:37.02 | Q        |
| 7     | 1      | 3       | Японія     | Рікако Ікее (54.09) Томомі Аокі (54.34) Юї Ямане (54.59) Тіхіро Іґарасі (54.44)                        | 3:37.46 | Q        |
| 8     | 1      | 6       | Данія      | Сігне Бро (54.85) Сара Бро (55.60) Емілі Бекманн (55.55) Пернілла Блуме (52.29)                        | 3:38.29 | Q        |
| 9     | 2      | 2       | Угорщина   | Флора Мольнар (54.93) Фанні Дьюрінович (55.16) Евелін Варрасто (54.73) Жужанна Якабош (54.08)          | 3:38.90 |          |
| 10    | 2      | 3       | Італія     | Сільвія ді Пьєтро (54.80) Еріка Ферраіолі (54.91) Джорджа Бйондані (55.47) Федеріка Пеллегріні (53.90) | 3:39.08 |          |
| 11    | 2      | 1       | Ізраїль    | Андреа Мурез (54.79) Зохар Шіклер (56.75) Керен Зібнер (56.03) Аміт Іврі (56.78)                       | 3:44.35 |          |
| 12    | 1      | 2       | Гонконг    | Шівон Хогі (53.99) Клаудія Лау (56.26) Хо Нам Вай (57.48) Си Хан'юй (56.66)                            | 3:44.39 |          |
| 13    | 2      | 7       | ПАР        | Ерін Галлагер (55.94) Кейт Бівон (59.98) Саманта Рендл (1:00.68) Кейлін Корбетт (1:01.23)              | 3:57.83 |          |
| 14    | 1      | 7       | Словаччина | DNS | DNS     | DNS      |

### Фінал
Фінал відбувся о 19:03.
| Місце | Доріжка | Країна     | Плавці                                                                                           | Час     | Примітки |
| ----- | ------- | ---------- | ------------------------------------------------------------------------------------------------ | ------- | -------- |
| 1     | 4       | США        | Меллорі Комерфорд (52.59 AM) Келсі Воррелл (53.16) Кейті Ледекі (53.83) Сімоне Мануель (52.14)   | 3:31.72 | AM       |
| 2     | 3       | Австралія  | Шейна Джек (53.75) Бронте Кемпбелл (52.14) Бріттані Елмслі (53.83) Емма Маккеон (52.29)          | 3:32.01 |          |
| 3     | 5       | Нідерланди | Кім Буш (54.05) Фемке Гемскерк (52.84) Мод ван дер Мер (53.77) Раномі Кромовідьойо (51.98)       | 3:32.64 |          |
| 4     | 2       | Канада     | Сандрін Менвіль (53.77) Шанталь ван Ландегем (52.97) Kayla Sanchez (54.16) Пенні Олексяк (52.98) | 3:33.88 |          |
| 5     | 6       | Швеція     | Сара Шестрем (51.71 WR) Мішель Колеман (52.68) Іда Ліндборг (55.59) Луїза Ханссон (53.96)        | 3:33.94 | NR       |
| 6     | 7       | Китай      | Чжу Менхуей (53.79) Чжан Юйфей (54.31) У Юе (54.96) Ай Яньхань (53.43)                           | 3:36.49 |          |
| 7     | 1       | Японія     | Рікако Ікее (54.59) Томомі Аокі (54.45) Юї Ямане (54.62) Тіхіро Іґарасі (54.58)                  | 3:38.24 |          |
| 8     | 8       | Данія      | Сігне Бро (54.72) Сара Бро (56.60) Емілі Бекманн (54.84) Пернілла Блуме (52.70)                  | 3:38.86 |          |